# Relationer mellan Sverige och Sydafrika
Relationerna mellan Sverige och Sydafrika  är de bilaterala relationerna mellan Sverige och Sydafrika. Sydafrika har en ambassad i Stockholm och Sverige har en ambassad i Pretoria.

## Sveriges bistånd till Sydafrika

### Kampen mot apartheid

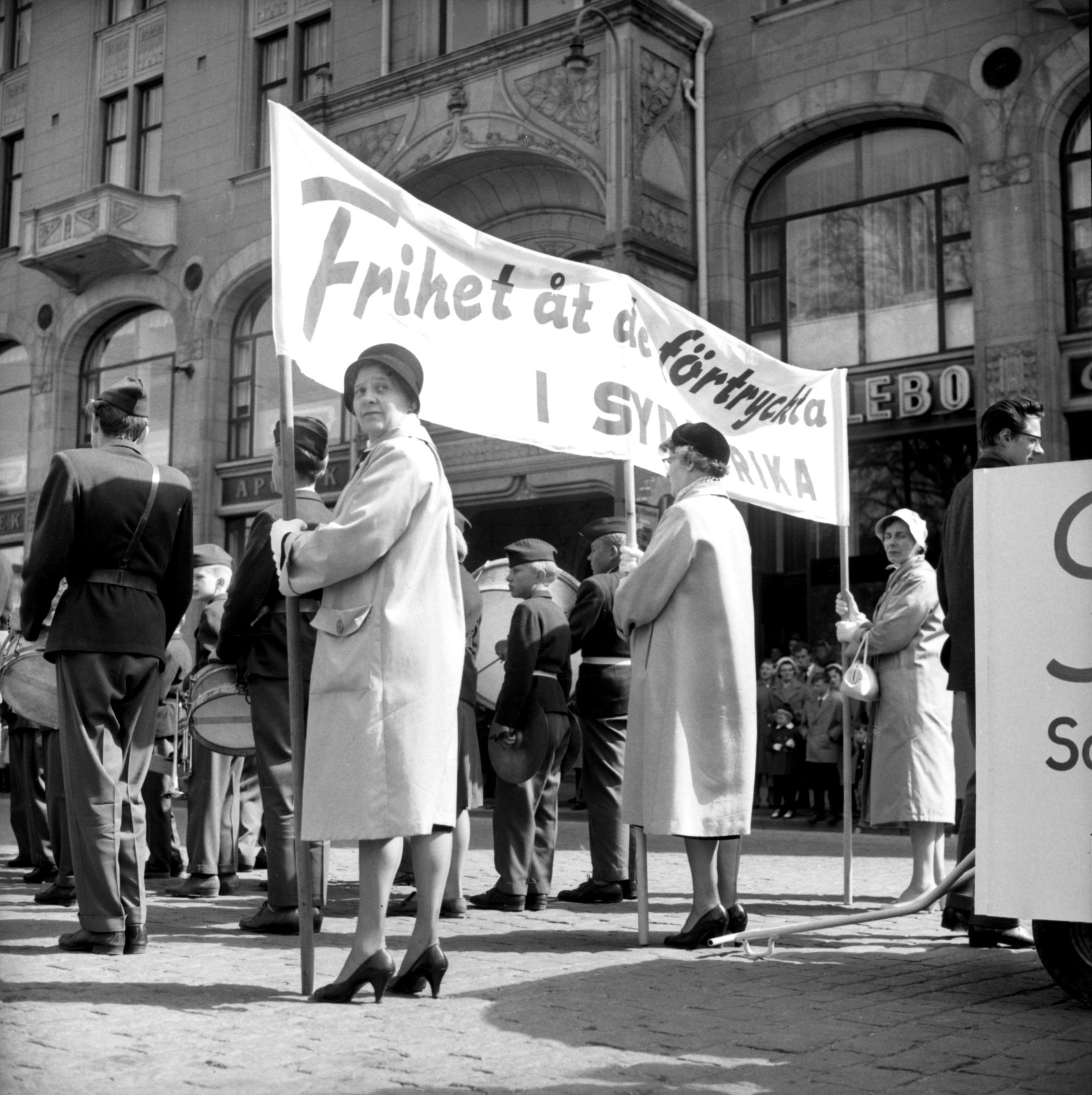
Första maj-demonstration i Malmö 1960 mot apartheid.

Sverige har länge försett Sydafrika med bistånd. Sedan 1960-talet har Sverige stöttat Sydafrika för att jobba mot apartheid.  Stödet till ANC var främst humanitärt. 1994 vann ANC valet och apartheid avskaffades. Då övergick Sveriges bistånd till en form av utvecklingssamarbete/biståndsprojekt. År 2009-2013 har utvecklingssamarbetet främst handlat om aktörssamverkan. Det innebär att arbetet fokuserar på specifika områden som är aktuella för både Sydafrika och Sverige. Samarbetet handlar om att utbyta kunskap och erfarenheter som ska bidra till långvariga kontakter inom olika områden. De främsta målen är att minska fattigdom, stärka demokratin och minska spridningen av hiv och aids. Sedan december 2013 har samarbetet mellan Sydafrika och Sverige minskat.
Sida hade ett biståndsprojekt tillsammans med svenska och sydafrikanska polisen. Sveriges syfte var att göra sydafrikanska polisens arbete mer mänskligt och effektivt. Svenska polisen fick 20 miljoner kronor att använda för att utföra arbetet under 3 år med start från 2000. Samtidigt så stöttade Sverige ANC, African National Congress. ANC arbetade för att förbättra rättigheterna för svarta människor och minska klyftorna mellan svarta och vita.

### Jas-affären
När 28 Jas 39 Gripen såldes till Sydafrika  var det många motköpsavtal inblandade som skulle skapa 65 000 nya jobb i Sydafrika, men så blev inte fallet.

### Utvecklingssamarbete för att motverka spridning av hiv och aids
Sveriges har ett utvecklingssamarbete med Sydafrika för att motverka spridningen av hiv och aids, samt kvinnovåld och sexuellt relaterat våld. Stödet som Sveriges bidrar med uppgår till ca 40 miljoner kronor om året. En organisation som bland annat tar del av detta bidrag är The Swedish Workplace HIV/AIDS Programme (SWHAP). Sammanlagt är det 13 olika företag i Sydafrika som är kopplade till SWHAP, alla dessa företag har anknytning till Sverige. Några exempel på dessa företag är Näringslivets internationella Råd (NIR) och Ifmetall. SWHAP jobbar också i Kenya, Zambia, Zimbabwe, Uganda och Tanzania.
En del av de program som ingår i utvecklingssamarbetet är inriktade på att hjälpa människor som är särskilt utsatta. Bland annat stödjer Sverige programmet The Trucking Wellness Initiative. De är inriktade på att hjälpa lastbilschaufförer och sexarbetare. Sexarbetare anses löpa större risk att smittas i och med sin arbetssituation. Lastbilschaufförer i sitt yrke löper inte större risk att bli smittade, men de vistas i miljöer där det finns större risk att smittas jämfört med andra yrkesroller. The trucking Wellness Initiative utbildar och ger därför stöd till lastbilschaufförer och sexarbetare.
The Zivikele Training, The AIDS Foundation of SA, Treatment Action Campaign och The AIDS Law Project är också organisationer som får svenska bidrag och som jobbar för att minska spridningen av hiv och aids.

## Svenska organisationer och projekt i Sydafrika
Många svenska organisationer befinner sig i Sydafrika, och arbetar med frågor relaterade till de mänskliga rättigheter. De organisationer som finns jobbar bland annat med frågor som hälsa, sysselsättning, utbildning och social utveckling.